# Mower County
Mower County is een county in de Amerikaanse staat Minnesota.
De county heeft een landoppervlakte van 1.843 km² en telt 38.603 inwoners (volkstelling 2000). De hoofdplaats is Austin.

## Bevolkingsontwikkeling

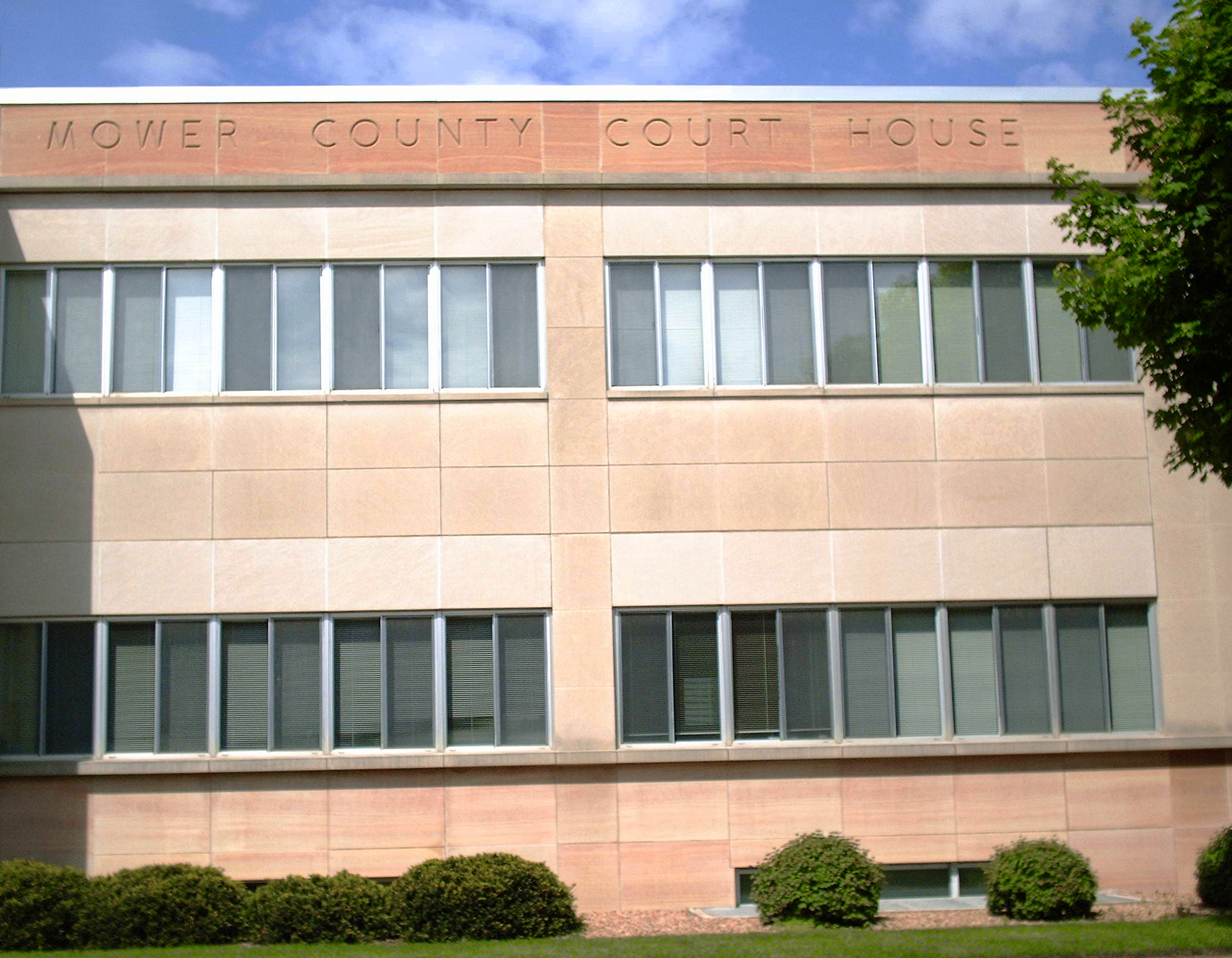
Mower County Courthouse